# Brittany Elmslie
Brittany Elmslie (født 19. juni 1994 i Nambour, Queensland) er en australsk svømmer. Hun har vandt tre olympiske medaljer.